# Castelveccana

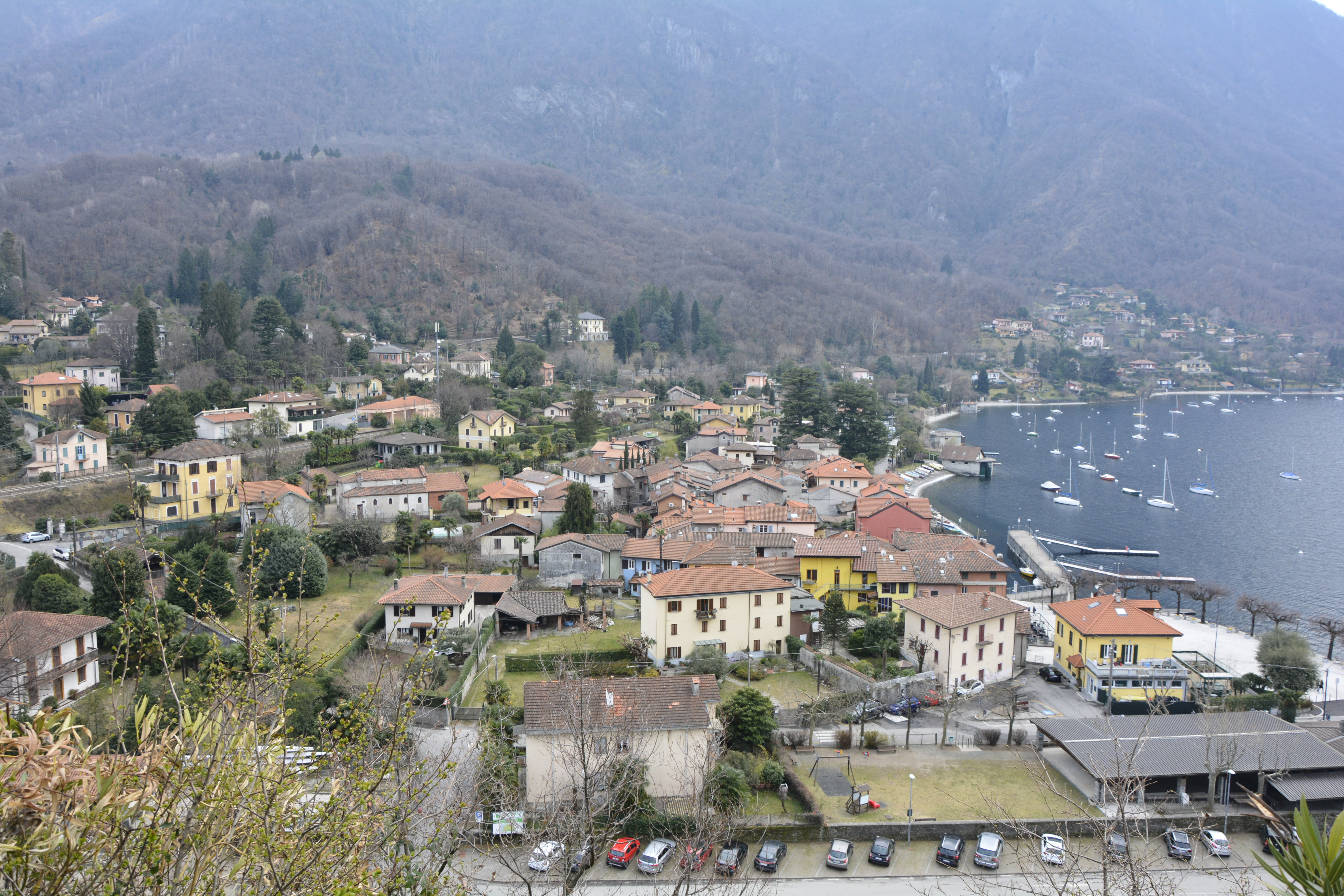
Castelveccana

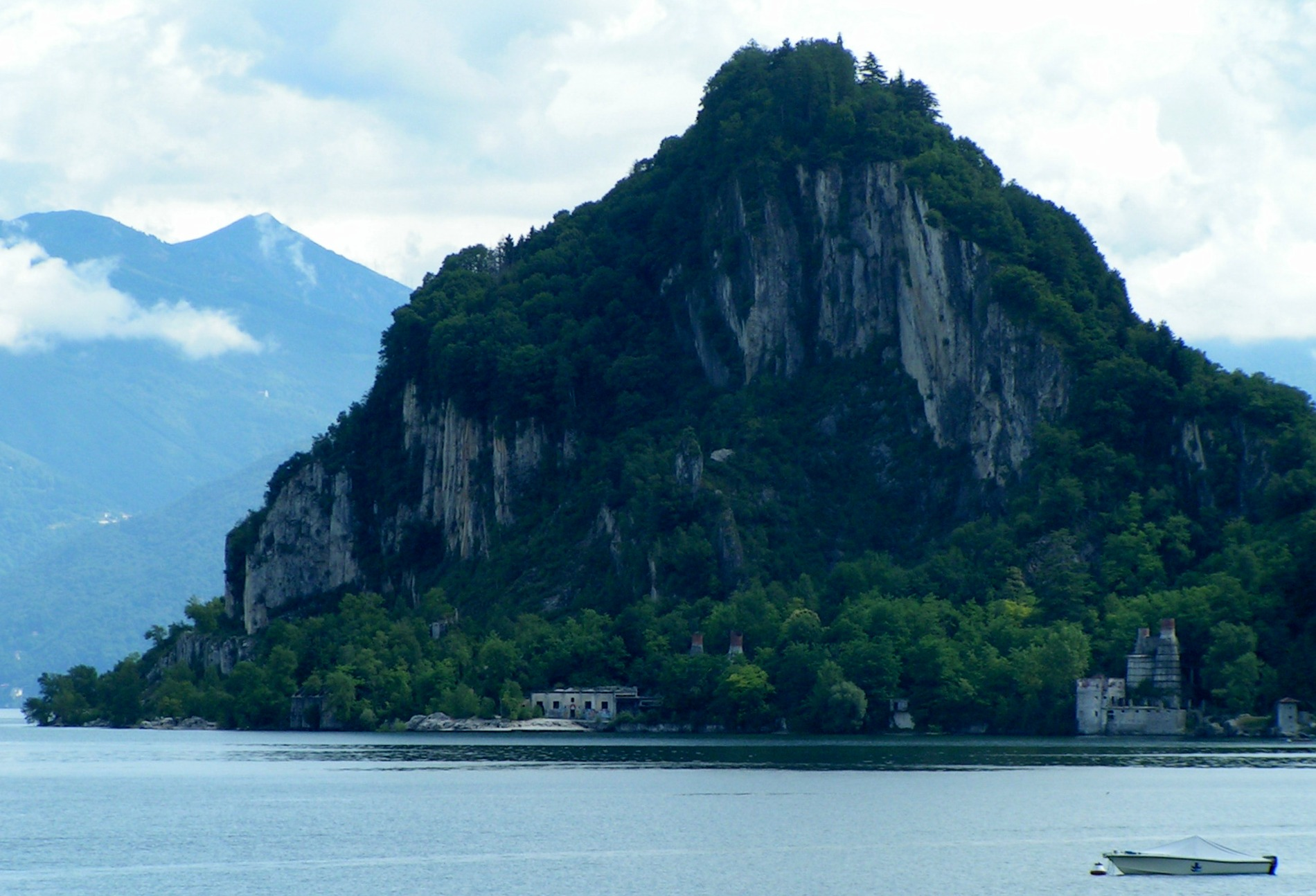
Der Rocca di Caldè bei Caldè

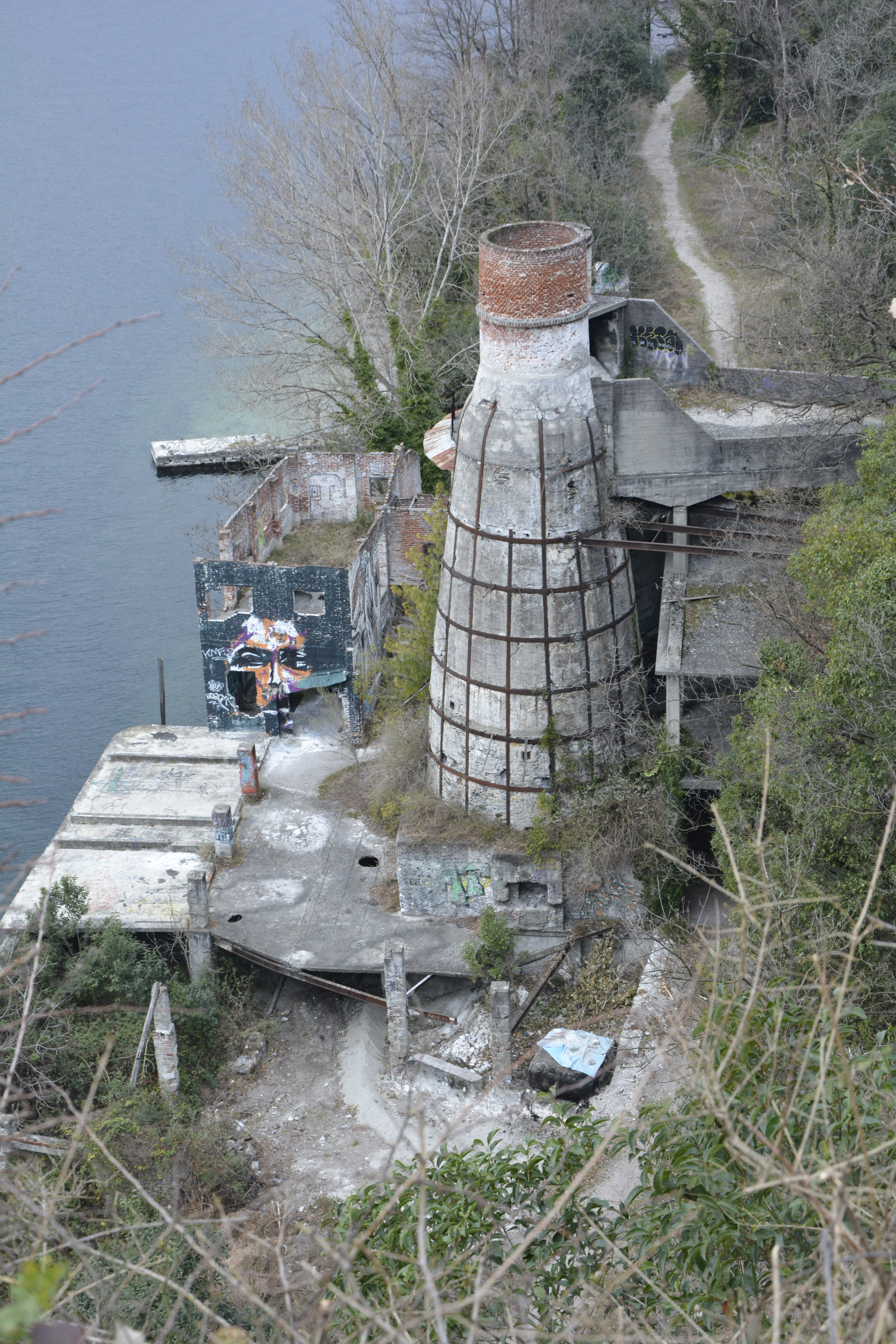
Parco delle Fornaci (Kalkofen)

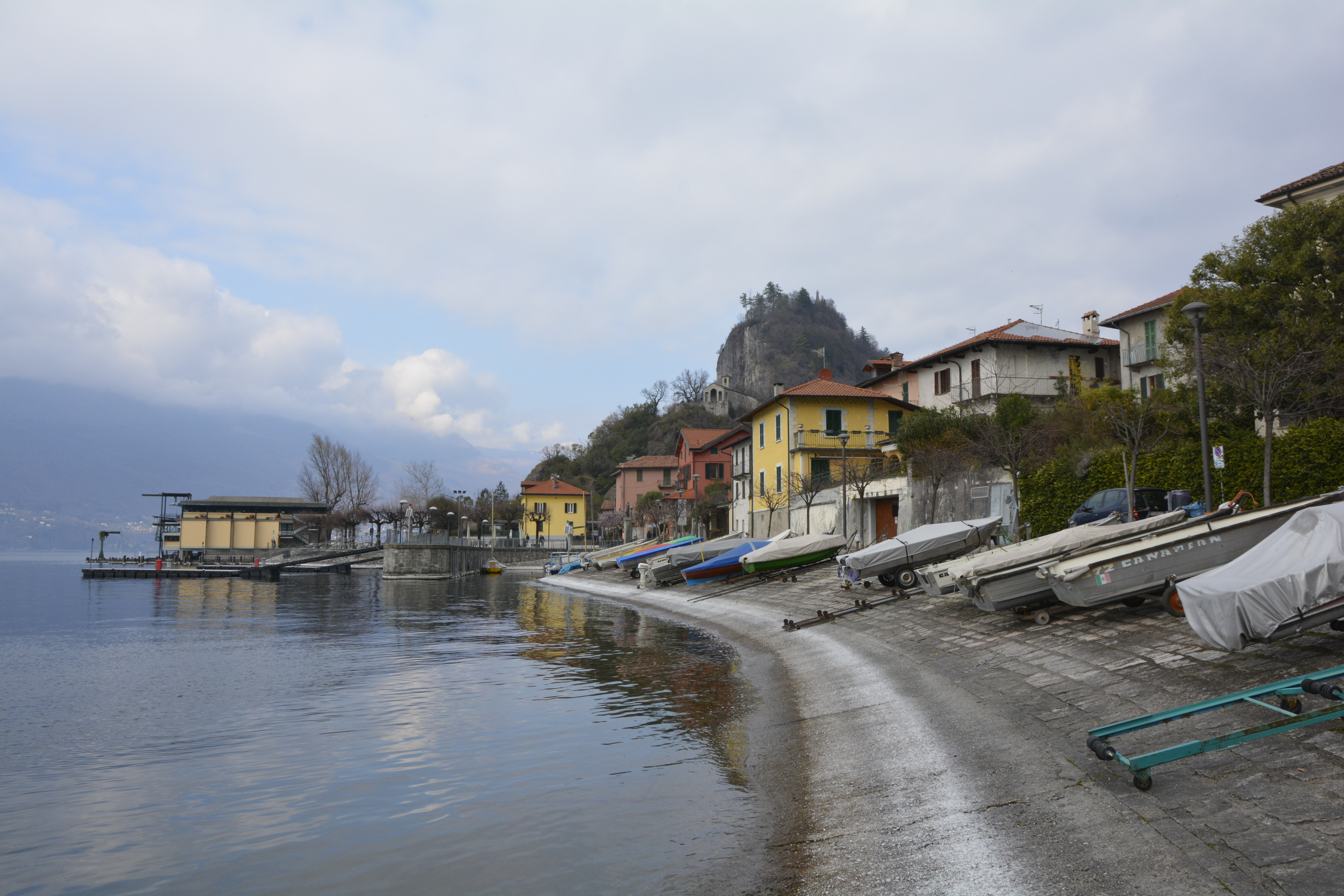
Hafen von Caldé

Castelveccana ist eine italienische Gemeinde (comune) in der Provinz Varese in der Region Lombardei.

## Geographie
Castelvecanna liegt am Ostufer des Lago Maggiore an den nördlichen und westlichen Abhängen des 1235 m s.l.m. hohen Monte Nudo und bedeckt eine Fläche von 20 km². Nur wenig nördlicher am Seeufer liegt die Gemeinde Porto Valtravaglia, etwas südlicher am Seeufer die Gemeinde Laveno-Mombello. Der Ortsteil Caldè liegt dabei direkt am Seeufer auf der Schwemmebene des Flüsschens Froda (auch Caldè genannt) und des Rio dell’Asino (dt. Eselsbach). Das steile Seeufer gegen Laveno-Mombello ist nur vereinzelt besiedelt, das im Norden an der Gemeindegrenze zu Porto Valtravaglia wird vom Felsen Rocca di Caldè abgeschottet, der sich dem Ufer entlang zieht. Das hügelige Hinterland ist größtenteils bewaldet.
Castelvecanna wird in insgesamt 11 Fraktionen (italienisch frazioni) untergliedert: Ronchiano, Caldè, Saltirana, Castello, Bissaga, Orile, Nasca, Rasate, Pessina, San Pietro, Sarigo und Veccana. Die Nachbargemeinden sind: Brenta, Casalzuigno, Cittiglio, Ghiffa (VB), Laveno-Mombello, Oggebbio (VB) und Porto Valtravaglia.

## Geschichte
Castelveccana, das bis 1863 noch Castello hieß, wurde nach einer Burg benannt, die im Jahr 963 durch das Eingreifen von Otto I. in Italien und trotz hartnäckiger Verteidigung seitens Berengar II. zerstört wurde. Im 13. Jahrhundert gehörte Veccana zur Castellanza von Val Travaglia, die dem Erzbischof von Mailand unterstand, und wies im Jahr 1283 52 Brände auf. Später gehörte es zum Lehnsgut Valtravaglia, das ab 1438 an die Rusca belehnt wurde, dann zum Lehnsgut Luino, das in den Besitz der Familien Lonati und später der Marliani überging. Unter der Herrschaft der Visconti, Rusca und Borromeo wurde die Burg wieder aufgebaut, ehe sie im Jahr 1513 von den Eidgenossen während der Mailänderkriege endgültig zerstört wurde. Heute finden sich von der Burg fast keine Überreste mehr.
Die Ländereien des Lehens, mit Ausnahme von Luino, wurden 1694 an die Familie Moriggia abgetreten, die es bis 1783 besaß. Nach den Antworten auf die 45 Fragen von 1751 der II. Junta der Volkszählung war die Gemeinde mit etwa 560 Einwohnern an Cosimo Moriggia verlehnt, an den sie jährlich 69 Lire, 12 Soldi und sechs Denari, plus sieben Lire für Appendizi, also den Wert von vier Kindern, zahlte. Der Richter Carlo Luino wohnte in Porto und erhielt jährlich fünf Lire und einen Soldo. Der Konsul leistete keinen Eid auf kriminelle Banken.
Der Kanzler, der ein Jahresgehalt von 12 Lire erhielt, residierte in Veccana und führte die öffentlichen Akten zu Hause. Die Gemeinde verfügte nicht über einen allgemeinen Rat, sondern über einen besonderen Rat, der sich aus zwei Bürgermeistern und einem Konsul zusammensetzte. Die Bürgermeister wurden am ersten Januar eines jeden Jahres durch das Los bestimmt, während der Kanzler nicht gewechselt wurde. Der Konsul benachrichtigte die Feuerstellen am Abend vor den allgemeinen Versammlungen, an denen die Bürgermeister, der Konsul, der Kanzler, der erste Gutachter und alle anderen Personen, die dies wünschten, teilnahmen. Die Bürgermeister und der Kanzler verwalteten das wenige öffentliche Eigentum und sorgten für eine gerechte Verteilung der Steuerlast.
Nach dem vorübergehenden Zusammenschluss der lombardischen Provinzen mit dem Königreich Sardinien wurde die Gemeinde Veccana mit 891 Einwohnern, die von einem 15-köpfigen Gemeinderat und einem 2-köpfigen Stadtrat verwaltet wird, auf der Grundlage der durch das Gesetz vom 23. Oktober 1859 festgelegten Gebietsaufteilung in das Mandamento V von Luvino, Bezirk II von Varese, Provinz Como, eingegliedert. Bei der Gründung des Königreichs Italien im Jahr 1861 hatte die Gemeinde 890 Einwohner (Volkszählung 1861). Nach dem Gemeindegesetz von 1865 wurde die Gemeinde von einem Bürgermeister, einer Junta und einem Rat verwaltet. Im Jahr 1867 wurde die Gemeinde in denselben Bezirk, Kreis und dieselbe Provinz eingegliedert (Verwaltungsbezirk 1867). Im Jahr 1924 wurde die Gemeinde in den Bezirk Varese der Provinz Como eingegliedert. Nach der Gemeindereform von 1926 wurde die Gemeinde von einem Podestà verwaltet. Im Jahr 1927 wurde die Gemeinde der Provinz Varese zugeschlagen. Im Jahr 1928 wurde die Gemeinde Veccana mit der Gemeinde Castello Valtravaglia zusammengelegt, die heute Castelveccana heißt (R. D. 7. Juni 1928, Nr. 1517).

## Bevölkerung
| Bevölkerungsentwicklung | Bevölkerungsentwicklung | Bevölkerungsentwicklung | Bevölkerungsentwicklung | Bevölkerungsentwicklung | Bevölkerungsentwicklung | Bevölkerungsentwicklung | Bevölkerungsentwicklung | Bevölkerungsentwicklung | Bevölkerungsentwicklung | Bevölkerungsentwicklung | Bevölkerungsentwicklung | Bevölkerungsentwicklung | Bevölkerungsentwicklung |
| ----------------------- | ----------------------- | ----------------------- | ----------------------- | ----------------------- | ----------------------- | ----------------------- | ----------------------- | ----------------------- | ----------------------- | ----------------------- | ----------------------- | ----------------------- | ----------------------- |
| Jahr                    | 1751                    | 1805                    | 1853                    | 1861                    | 1881                    | 1901                    | 1921                    | 1951                    | 1971                    | 1991                    | 2001                    | 2011                    | 2021                    |
| Einwohner               | 454                     | 568                     | 742                     | 1745                    | 1843                    | 1643                    | 1766                    | 1937                    | 1925                    | 1839                    | 1963                    | 2000                    | 1900                    |

- 1809 Fusion mit Porto

## Verkehr
Die Hauptverkehrsachse der Gemeinde bildet die SP69, die dem Lago Maggiore entlang führt. Sie verbindet Castelveccana mit Luino im Norden und Sesto Calende im Süden, wo ein Anschluss zur Autostrada A8/A26 besteht. Ins Hinterland führt die SP7, die Castelveccana mit Casalzuigno oder via SP8 mit Cittiglio verbindet.

## Sehenswürdigkeiten
- Pfarrkirche Santi Pietro e Paolo
- Oratorium Sant’Antonio (11.–12. Jahrhundert)[2]
- Oratorium Santa Veronica (13. Jahrhundert) im Ortsteil Caldé
- Kirche von San Giorgio im Ortsteil Sarigo
- Schlossruine Caldé (11. Jahrhundert)[3]